# NEO AGE CIRCUIT
NEO AGE CIRCUIT（ネオエイジサーキット）は、2000年4月3日から2021年3月27日までNACK5で放送されていたラジオ番組。パーソナリティは浅倉大介。

## 概要
番組内容は主に浅倉大介やaccessの近況、浅倉が興味関心を寄せるペットや天体観測に関するトーク、およびリスナーからのメッセージを中心に、各種コーナーと楽曲によって構成される。
1時間の番組中、原則として5曲がオンエアされる。たいていは浅倉が手掛けた楽曲だが、洋楽やクラシックがオンエアされることもある。また、原則として始めから終わりまで完奏される。

## 番組内コーナー

### DAサウンドリクエスト
リスナーからのリクエスト曲をかけるコーナー。条件として以下のルールがある。
- 浅倉が手掛けた楽曲に限定される。
- 楽曲にまつわるエピソードを添えなければならない（結婚式で使用した等）。

### 映画紹介
不定期放送。最新の映画を紹介する。紹介された映画については、リスナーに劇場鑑賞券がプレゼントされる。

### 3分間クラシックス
不定期放送。クラシックの名曲を紹介する。

### やんちゃでゴー
不定期放送。いわゆるリスナー投稿コーナー。音楽作品の他、手工芸品なども受け付けている。

### ペット自慢のコーナー
不定期放送。

### 豆～な知識のコーナー
不定期放送。

## 番組主題歌
オープニング
- 「Deep Wild -confidential mix-」 Iceman

エンディング
- 「GATE II -skeleton mix-」 Iceman

## その他
- 浅倉大介とNACK5との縁は長く、1992年4月8日スタートの「UPTOWN SQUARE」が浅倉がNACK5で持つレギュラー番組の始まりである。開始当初は麗美と共にパーソナリティーを務めていたが、1993年4月7日以降は浅倉が単独で番組を担当。1994年6月22日より貴水博之をレギュラーゲストに招きaccessの2人で番組を担当していたが、access活動休止後は再び浅倉単独での出演となった。1998年3月31日の「UPTOWN SQUARE」終了後は、同年4月2日から1999年3月25日までBAY-FMにて、レギュラー番組「Digiryzm Sensation」を担当。番組終了後は再びNACK5へ戻り、NEO AGE CIRCUITを開始した。また、各種イベントへの出演、キャンペーンソングの提供も行っていた。
- その週の番組内容に関する浅倉大介からの直筆メッセージを、NACK5の運営するウェブサイトhithit.comよりPDF形式でダウンロードすることができた（番組終了時点ではすでに終了済み）。これも「UPTOWN SQUARE」時代より続けられていたサービスで、以前はクロネコFAXで受け取る方式だったが、改められた。